# Samsung Galaxy A34 5G
El Samsung Galaxy A34 5G es un teléfono inteligente de gama media-alta basado en Android desarrollado y fabricado por Samsung Electronics como parte de su serie Galaxy A. El dispositivo se anunció el 15 de marzo de 2023.

## Diseño
La cubierta y los lados están hechos de plástico esmerilado.
A diferencia de sus predecesores, el A34 carece de una cámara; compuesto ahora con 3 cámaras en la parte trasera y 1 en la parte delantera.
La parte trasera del smartphone es similar a la del Samsung Galaxy A54 5G. Al igual que el A33, el A34 carece del conector para auriculares de 3,5 mm. Tiene una pantalla de 6,6 pulgadas, 0.2 pulgadas más alta que la A54. El A34 también posee resistencia al agua y polvo de acuerdo a la certificación IP67.
El teléfono usa un puerto USB-C; al igual que otros teléfonos recientes. Hay dos micrófonos; el primero está entre el altavoz y el puerto de carga, y el segundo micrófono está ubicado en la parte superior. Dependiendo de la versión, el teléfono cuenta con una ranura para 1 tarjeta SIM y una tarjeta de memoria microSD de hasta 1 TB o una ranura híbrida para 2 tarjetas SIM. En el lado derecho están los botones de volumen y el botón de encendido o función.
El dispositivo se vende en 4 colores: grafito (Awesome Graphite), plata (Awesome Silver), violeta (Awesome Violet) y lima (Awesome Lime).
| Color | Nombre           |
| ----- | ---------------- |
|       | Awesome Graphite |
|       | Awesome Silver   |
|       | Awesome Violet   |
|       | Awesome Lime     |